# Rockwall
Rockwall település az Amerikai Egyesült Államok Texas államában, Rockwall megyében, melynek megyeszékhelye is. Lakosainak száma 47 251 fő (2020. április 1.).

## Népesség
A település népességének változása:

| 2010 | 37 490 |
| 2020 | 47 251 |